# Eagan
Eagan è una città degli Stati Uniti d'America, nella Contea di Dakota, nello Stato del Minnesota.
È un sobborgo meridionale dell'area metropolitana di Minneapolis–Saint Paul.
Ad Eagan ha sede la compagnia aerea Northwest Airlines.